# Shigeko Yuki
Shigeko Yuki (en japonés: 由起 しげ子,  Sakai, 2 de diciembre de 1900-30 de diciembre de 1969) fue una escritora japonesa. 

## Biografía
Su madre falleció cuando Shigeko tenía diez años. En 1919, se matriculó en una escuela femenina de Kobe para estudiar música, pero su familia se opuso. En 1924 se casó con el pintor  Usaburo Ihara (伊 原 宇 三郎, 1894-1976). De 1925 a 1929, vivió en Francia, donde estudió composición y piano. 
Tras divorciarse de Ihara en 1945, comenzó a escribir cuentos infantiles por motivos financieros. El redactor en jefe de la publicación Sakuhin (作品) la animó a escribir novelas. Con su segunda novela, Hon no Hanashi, ganó el premio Akutagawa en 1949. Su novela Jochūkko (1951) la llevó al cine Tomotaka Tasaka (田坂 具隆, 1955).
Falleció de envenenamiento sanguíneo asociado a diabetes mellitus.

## Obra (selección)
- Yagurumasō, 1947
- Hon no hanashi (本の話)
- Kokubetsu, 1951
- Yubiwa no Hanashi, 1951
- Jochūkko (女中ッ子), 1951
- Fuyu no Ki, 1953
- Hyōhakku, 1954
- Akasaka no Kyōdai (赤坂の姉妹), 1960
- Keiyaku Kekkon (契約結婚), 1961
- Yasashii Otto (やさしい良人), 1963